# Tag emot oss, sköna Finland
”Tag emot oss, sköna Finland” (ryska: Принимай нас, Суоми-красавица) är en ryskspråkig soldatmarsch som användes i  propagandasyfte av Röda armén under Vinterkriget. Stycket komponerades 1939 av Daniil och Dmitri Pokrass, två av de berömda kompositörbröderna Pokrass Sångtexten skrevs av Anatoli D'Aktil (född Anatoli Frenkel).
Sången uppmanar "den fagra finska mön" att öppna "hela grinden" för sina befriare. Refrängen lyder:
”Принимай нас, Суоми-красавица
В ожерелье прозрачных озёр!”
”Tag emot oss, fagra finska mö, prydd av klara sjöar!”
I ljuset av att krigshandlingarna i Vinterkriget inleddes först de sista dagarna i november då vintern redan inträtt i Finland och större delen av dåvarande Sovjetunionen, är det intressant att observera att sången beskriver en höstoperation. Den andra versen innehåller strofen: ”Невысокое солнышко осени / зажигает огни на штыках.” ("Höstens låga solstrålar / tänder bajonettens lågor"). Det ger anledning att anta att den sovjetiska krigsmakten och dess propagandaavdelning redan tidigt förutsett att de regeringsförhandlingar om gränsjusteringar som gjordes under hösten inte skulle leda till en diplomatisk lösning.

## Länkar
- Sången på Youtube (med finsk text).